# Římskokatolická farnost Rychnov u Jablonce nad Nisou
Římskokatolická farnost Rychnov u Jablonce nad Nisou (lat. Reichenavia) je územní společenství římských katolíků v Rychnově u Jablonce nad Nisou a okolí. Organizačně spadá do libereckého vikariátu, který je jedním z 10 vikariátů litoměřické diecéze. Centrem farnosti je kostel svatého Václava v Rychnově u Jablonce nad Nisou.

## Historie farnosti
Farnost byla založena před rokem 1350. Matriky jsou vedeny od roku 1611. Znovu byla farnost kanonicky ustavena roku 1686.

### Duchovní správcové vedoucí farnost
Začátek působnosti jmenovaného v duchovní správě farnosti od:
- Joannes, † 1360
- 1361   Joannes Albertus z Řebnice
- 1369   Petrus z Prahy
- 1374   Petrus z Unětic
- 1377   Simon z Vrchlabí
- Albertus
- 1389   Petrus z Dubu
- 1395   Martinus z Turnova
- 1418   Philippus
- Joannes
- Nicolaus z Údrnice
- 1629-36 Stanislaus Příbělovský z Příbělovic
- 1686   Joannes Fridericus Schossig
- 1710   par. vacat, admin. Anselmus Torschbeg OFM
- 1710   Joannes Georg. Herstelt
- 25. 7. 1712 Ferdinand. Frideric. Vitus Vetter
- 17. 2. 1716 Balthazar. Ignat. Franc. Teichmann, † 25. 11. 1716
- 1717   Joannes Jos. Michálek, † 29. 3. 1739
- 8. 5. 1739 Wenceslaus Kostial
- 5. 5. 1740 Franc. Jos. Rossmeisel, n. Graslitz, † 10. 9. 1771
- 1771   Joannes Leopold. Rossmeisel, † 27. 3. 1772
- 1772   Joann. Georg Liersner, n. Nixdorfium, †  21. 5. 1785
- 1785   Jos. Münster, † 6. 7. 1813
- 1792   Jos. Erdmann, † 24. 1. 1798
- 1798   Jos. Wunner, n. Osseg † 11. 5. 1802
- 1802   Jos. Blasius Stohwasser, n. 3. 2. 1751 Therm. Carolin., o. 1. 4. 1775, † 11. 6. 1829
- 3. 6. 1811 Jos. Neubner, n. 6. 1. 1778 Mariaschein, o. 24. 7. 1803, † 10. 9. 1826
- 1815   Franc. Weinhuber, † 14. 5. 1820
- 1820   Franc. Neuber, n. 4. 10. 1781 Obergeorgeth., o. 8. 9. 1805, † 28. 1. 1855
- 1851   Aloys. Schalk, n. 1. 12. 1810 Hořinowes., o. 28. 7. 1833, † 5. 1. 1853
- 9. 4. 1853 Anton Felger, n. 7. 2. 1814 Hořinens., o. 3. 8. 1837, † 8. 7. 1886
- 15. 9. 1876 par. vacat, admin. interc. Adalb. Kundt
- 13. 2. 1877 Franc. Krupička, n. 11. 6. 1827 Všejan, o. 25. 7. 1852, † 9. 8. 1883
- 1883   par. vacat, admin. interc. Augustin Švoba
- 1883   Johann Bernard, n. 21. 3. 1846 Modřice, o. 23. 7. 1870, † 4. 7. 1906
- 1903   par. vacat, admin. interc. Joan. Náhlovský
- 1904   Franz Svoboda, n. 21. 8. 1867 Lhotice, o. 24. 5. 1891, † 4. 4. 1944
- 1910   Theodor Hahn, n. 10. 9. 1875 Etzelwang (G), o. 13. 7. 1902, † 25. 12. 1930
- 1932   Rudolf Schwalke, n. 26. 4. 1891 Schönwald, o. 5. 7. 1914, † 6. 10. 1951
- 1. 8.  1940  par. vacat, admin. interc. Friedrich Runge
- 27. 7. 1946 Josef Němeček
- 10. 10.  1946 Kamil Filipec
- 1. 3.  1952 Jaromír Korejs
- 15. 4. 1953 Štefan Dolobáč
- 16. 10. 1958 Karel Qualizza
- 5. 11. 1960 Oldřich Hodač
- 1. 2.  1990 Jiří Šolc
- 1. 7.  1990 Leopold Paseka
- 1. 10. 1990 Antonín Bratršovský
- 1. 4.  1994 Jiří Veit
- 1. 9.  1995 Richard Madej
- 1. 3. 1996  Antonín Bratršovský
- 17. 5. 2006 Antonín Sedlák
- 1. 8.  2006 Oldřich Kolář, admin. exc. z Jablonce nad Nisou
- 1. 9. 2021 Štěpán Smolen, admin. exc. z Jablonce nad Nisou[7]

Kromě kněží stojících v čele farnosti, působili ve farnosti v průběhu její historie i jiní kněží. Většinou pracovali jako farní vikáři, kaplani, katecheté, výpomocní duchovní aj.

## Území farnosti
Do farnosti náleží území obce:
- Dobrá Voda (Gutbrunn[6])[p 2]
- Dolní Dobrá Voda (Gutbrunn[6])[p 2]
- Jestřábí (Jesterschab[8])[p 2], zaniklá obec
- Klíčnov (Klitschnei)[p 2]
- Kopanina (Kopain)[p 2]
- Mohelka (Mohelka[8])[p 2], zaniklá osada
- Pulečný (Puletschnei)[p 2]
- Rádlo (Radl[6])[p 2]
- Rychnov u Jablonce nad Nisou (Reichenau bei Gablonz,[6] Reichenau[8])[p 2]
- Svatý Kříž (Heiligenkreuz)[p 2], zaniklá osada

## Římskokatolické sakrální stavby na území farnosti
| | Fotografie | Stavba                        | Místo                        | Bohoslužby                      | Zeměpisné souřadnice            | Status       | Číslo kulturní památky         |
| Kostel | Kostel     | Kostel                        | Kostel                       | Kostel                          | Kostel                          | Kostel       | Kostel                         |
| --- | ---------- | ----------------------------- | ---------------------------- | ------------------------------- | ------------------------------- | ------------ | ------------------------------ |
| 1. |            | Kostel sv. Václava            | Rychnov u Jablonce nad Nisou | bližší informace o bohoslužbách | 50°41′14″ s. š., 15°8′56″ v. d. | farní kostel | 46613/5-98 (Pk•MIS•Sez•Obr•WD) |
| Kaple |            |                               |                              |                                 |                                 |              |                                |
| 2. |            | Kaple Nanebevzetí Panny Marie | Dobrá Voda                   | bližší informace o bohoslužbách | 50°42′26″ s. š., 15°9′33″ v. d. | kaple        | —                              |
| 3. |            | Kaple Navštívení Panny Marie  | Pulečný                      | bližší informace o bohoslužbách | 50°40′34″ s. š., 15°10′2″ v. d. | kaple        | —                              |
| 4. |            | Kaple Nejsvětější Trojice     | Rádlo                        | bližší informace o bohoslužbách | 50°41′55″ s. š., 15°6′59″ v. d. | kaple        | —                              |
| Některé drobné sakrální stavby a pamětihodnosti lze dohledat zde v databázi Drobné sakrální památky Zaniklé sakrální stavby lze dohledat zde v databázi Poškozené a zničené kostely, kaple a synagogy v České republice |            |                               |                              |                                 |                                 |              |                                |

Ve farnosti se mohou nacházet i další drobné sakrální stavby, místa římskokatolického kultu a pamětihodnosti, které neobsahuje tato tabulka.

## Příslušnost k farnímu obvodu
Z důvodu efektivity duchovní správy byl vytvořen farní obvod (kolatura) farnosti – děkanství Jablonec nad Nisou, jehož součástí je i farnost Rychnov u Jablonce nad Nisou, která je tak spravována excurrendo. Přehled těchto kolatur je v tabulce farních obvodů libereckého vikariátu.

## Galerie

Římskokatolická farnost Rychnov u Jablonce nad Nisou
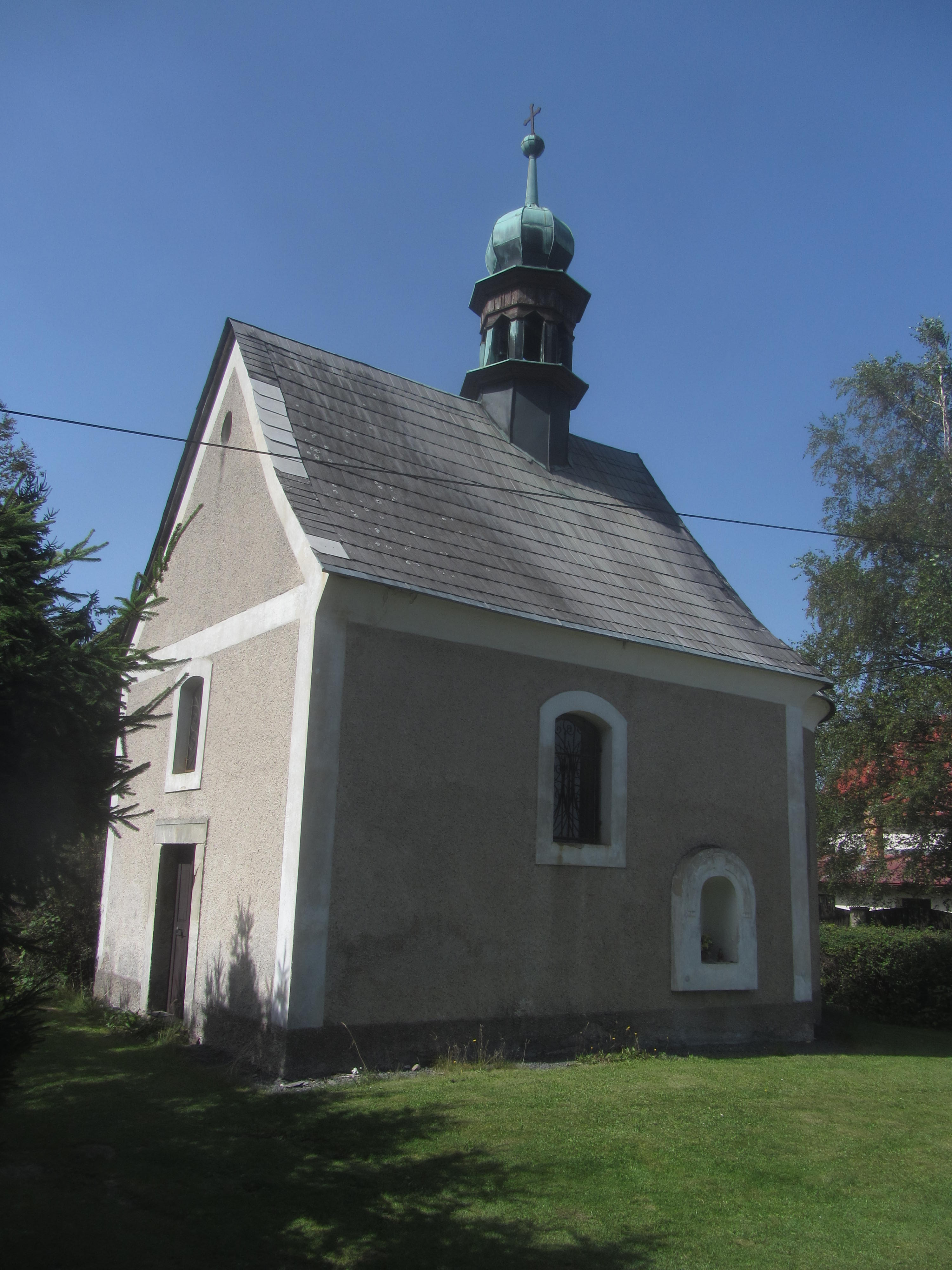
Kaple P. Marie Bolestné v Milířích (část obce Rádlo)
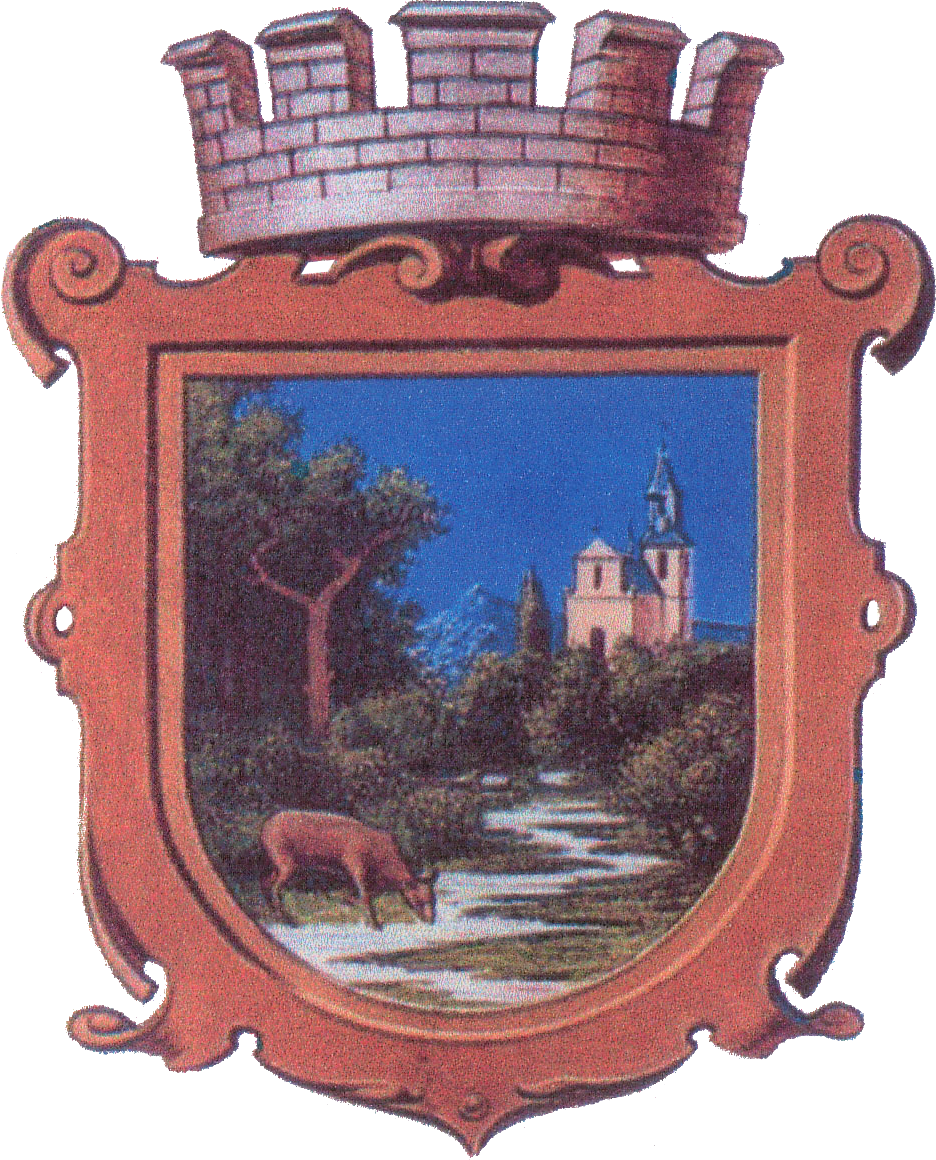
Znak Rychnova u Jablonce n.N. se stylizovaným kostelem sv. Václava